# Fábio Goulart
Fábio Goulart (17 de junio de 1965) es un deportista brasileño que compitió en taekwondo. Ganó una medalla de oro en los Juegos Panamericanos de 1991, y una medalla de oro en el Campeonato Panamericano de Taekwondo de 1990.

## Palmarés internacional
| Juegos Panamericanos    | Juegos Panamericanos  | Juegos Panamericanos | Juegos Panamericanos |
| Año                     | Lugar                 | Medalla              | Categoría            |
| ----------------------- | --------------------- | -------------------- | -------------------- |
| 1991                    | La Habana (Cuba)      | Medalla de oro       | –83 kg               |
| Campeonato Panamericano |                       |                      |                      |
| Año                     | Lugar                 | Medalla              | Categoría            |
| 1990                    | Bayamón (Puerto Rico) | Medalla de oro       | –83 kg               |